# Pas przeciwpożarowy

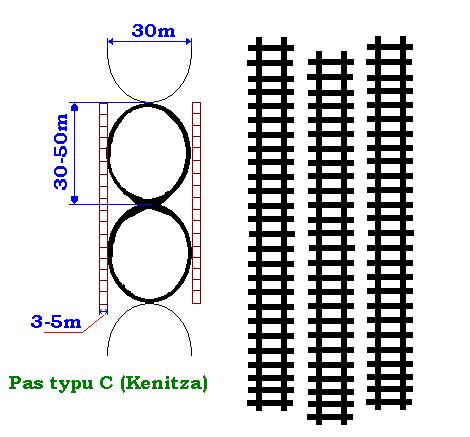
Schemat układu pasa typu C

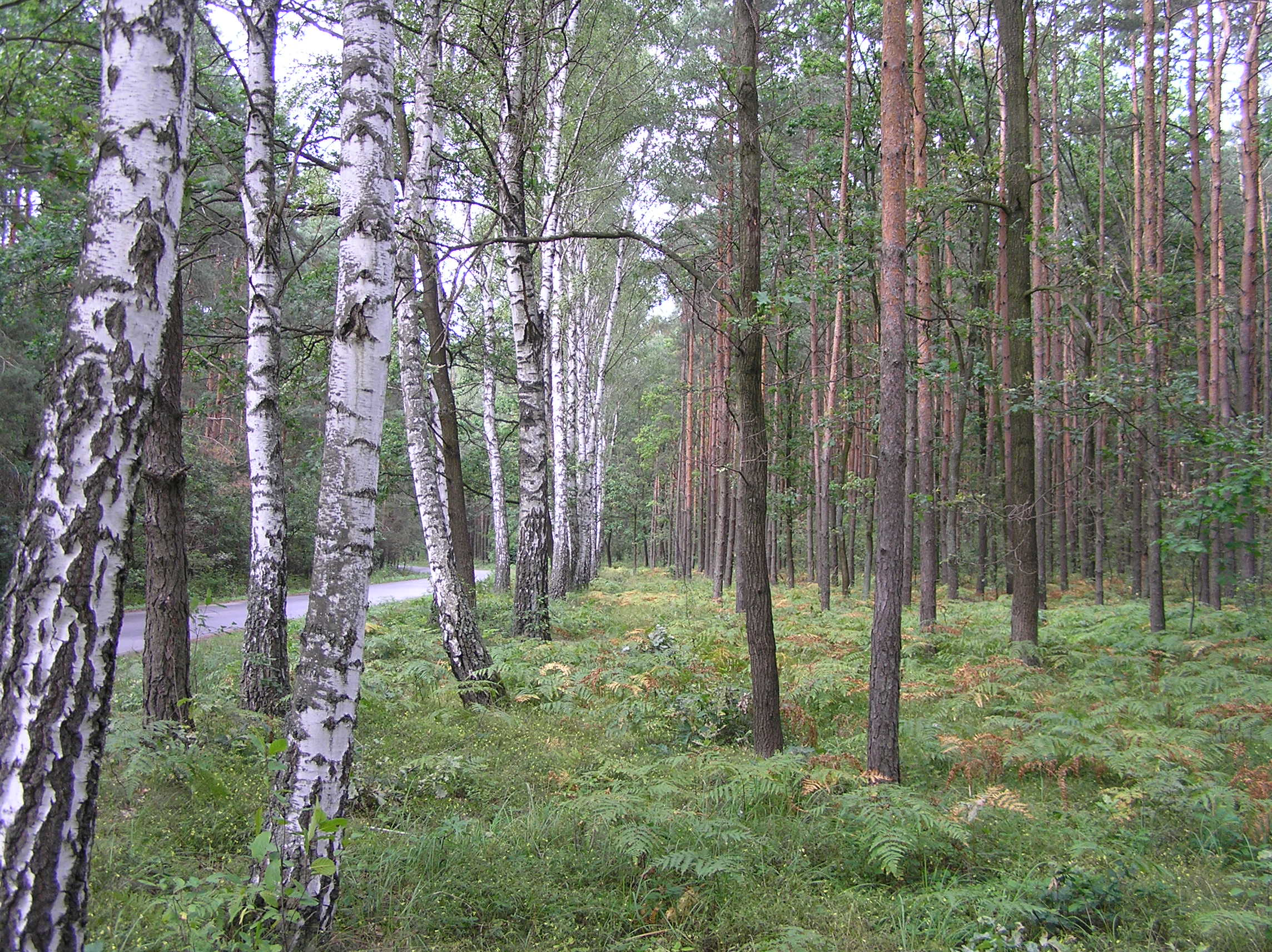
Fragment pasa przeciwpożarowego typu A

Pas przeciwpożarowy – odpowiednio przygotowany i zagospodarowany fragment lasu, zapobiegający rozprzestrzenianiu się ognia, jak również ułatwiający akcję gaśniczą na wypadek pożaru lasu.

## Typy pasów[3]
- pas przeciwpożarowy typu A – oddzielający las od dróg publicznych, dróg dojazdowych niebędących drogami publicznymi do zakładu przemysłowego lub magazynowego, obiektów magazynowych i użyteczności publicznej pas gruntu o szerokości 30 m, przyległy do granicy pasa drogowego albo obiektu, pozbawiony martwych drzew, leżących gałęzi i nieokrzesanych ściętych lub powalonych drzew;
- pas przeciwpożarowy typu B – oddzielający las od parkingów, zakładów przemysłowych i dróg poligonowych pas gruntu o szerokości 30 m, przyległy do granicy obiektu albo drogi, spełniający wymogi, o których mowa w typie A, z tym że w odległości od 2 do 5 m od granicy obiektu albo drogi zakłada się bruzdę o szerokości 2 m oczyszczoną do warstwy mineralnej; bruzdę może stanowić inna powierzchnia pozbawiona materiałów palnych;
- pas przeciwpożarowy typu C – oddzielający las od obiektów na terenach poligonów wojskowych pas gruntu o szerokości od 30 do 100 m, przyległy do granicy obiektu, spełniający wymogi, o których mowa w typie A, z tym że bezpośrednio przy obiekcie zakłada się bruzdę o szerokości od 5 do 30 m oczyszczoną do warstwy mineralnej;
- pas przeciwpożarowy typu D – rozdzielający duże zwarte obszary leśne pas gruntu o szerokości od 30 do 100 m, spełniający wymogi, o których mowa w typie A, z bruzdą o szerokości od 3 do 30 m oczyszczoną do warstwy mineralnej; pasy rozdzielające zwarte obszary leśne zakłada się wzdłuż wytypowanych dróg, umożliwiających prowadzenie działań ratowniczych, a drzewostany na tym pasie muszą mieć udział ponad 50% gatunków liściastych.
- pas przeciwpożarowy typu BK – pas gruntu w sąsiedztwie linii kolejowej, na której prowadzony jest ruch. Jest on wykonywany równolegle do linii kolejowej w formie dwóch pasów gruntu (bruzd) o szerokości co najmniej 2 m, odległych od siebie od 10 do 15 m i połączonych ze sobą co 25 do 50 m pasami poprzecznymi tej samej szerokości. pierwszy pas powinien być urządzony w odległości od 2 do 5 m od dolnej krawędzi nasypu lub górnej krawędzi przekopu linii kolejowej, a w razie występowania rowów bocznych – od zewnętrznej krawędzi tych rowów. Pasy powinny być całkowicie oczyszczone z wszelkiej roślinności do warstwy mineralnej, a na gruntach torfiastych – posypane warstwą piasku o grubości od 0,01 do 0,02 m. Natomiast prostokąty powstałe między pasami powinny być oczyszczone z krzewów, suchej ściółki oraz zadrzewione gatunkami liściastymi, jeśli warunki siedliskowe zapewniają prawidłowy rozwój.